# Buksbom-slægten
Buksbom-slægten (Buxus) er udbredt med 11 arter i Europa, Mellemøsten, Nordafrika og Østasien. Det er buske eller små træer med stedsegrønne blade og en særegen lugt. Her nævnes kun de to arter, der ses jævnligt i Danmark.
| Arter |

- Almindelig Buksbom (Buxus sempervirens)
- Småbladet Buksbom (Buxus microphylla)

## Note
1. ↑  Jf. Germplasm Resources Information Network (GRIN) Arkiveret 4. november 2004 hos  Wayback Machine